# Kloster Neuzelle

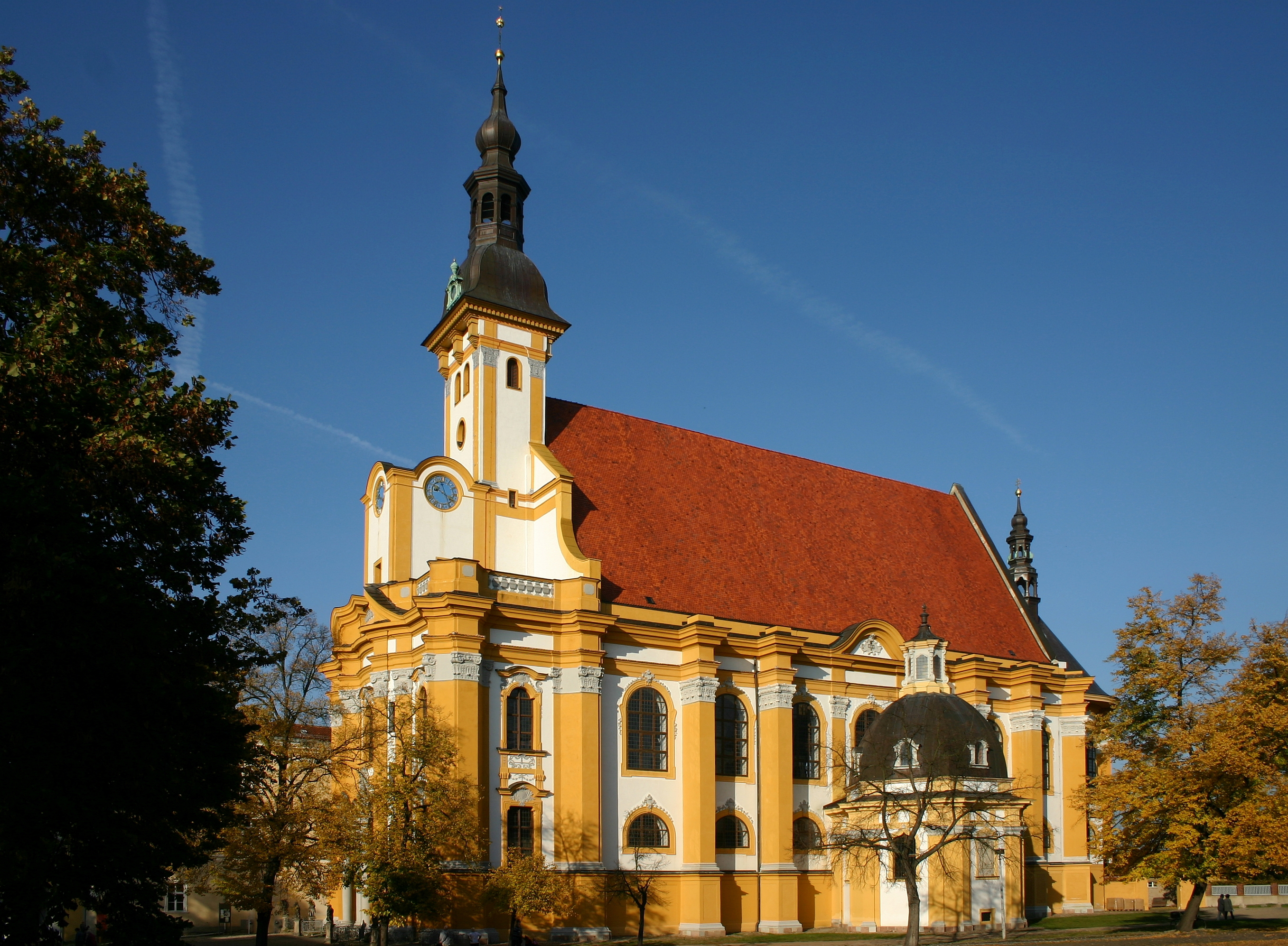
Klosterkyrkan Sankt Marien

Kloster Neuzelle är ett tidigare romersk-katolskt kloster som tillhört cistercienserorden.  Klostret är beläget i orten Neuzelle nära Eisenhüttenstadt i östra Tyskland, i Landkreis Oder-Spree, förbundslandet Brandenburg.  Klostret är känt för sin för regionen unika barockarkitektur, samt för klosterbryggeriet Klosterbrauerei Neuzelle, idag privatägt.

## Historia

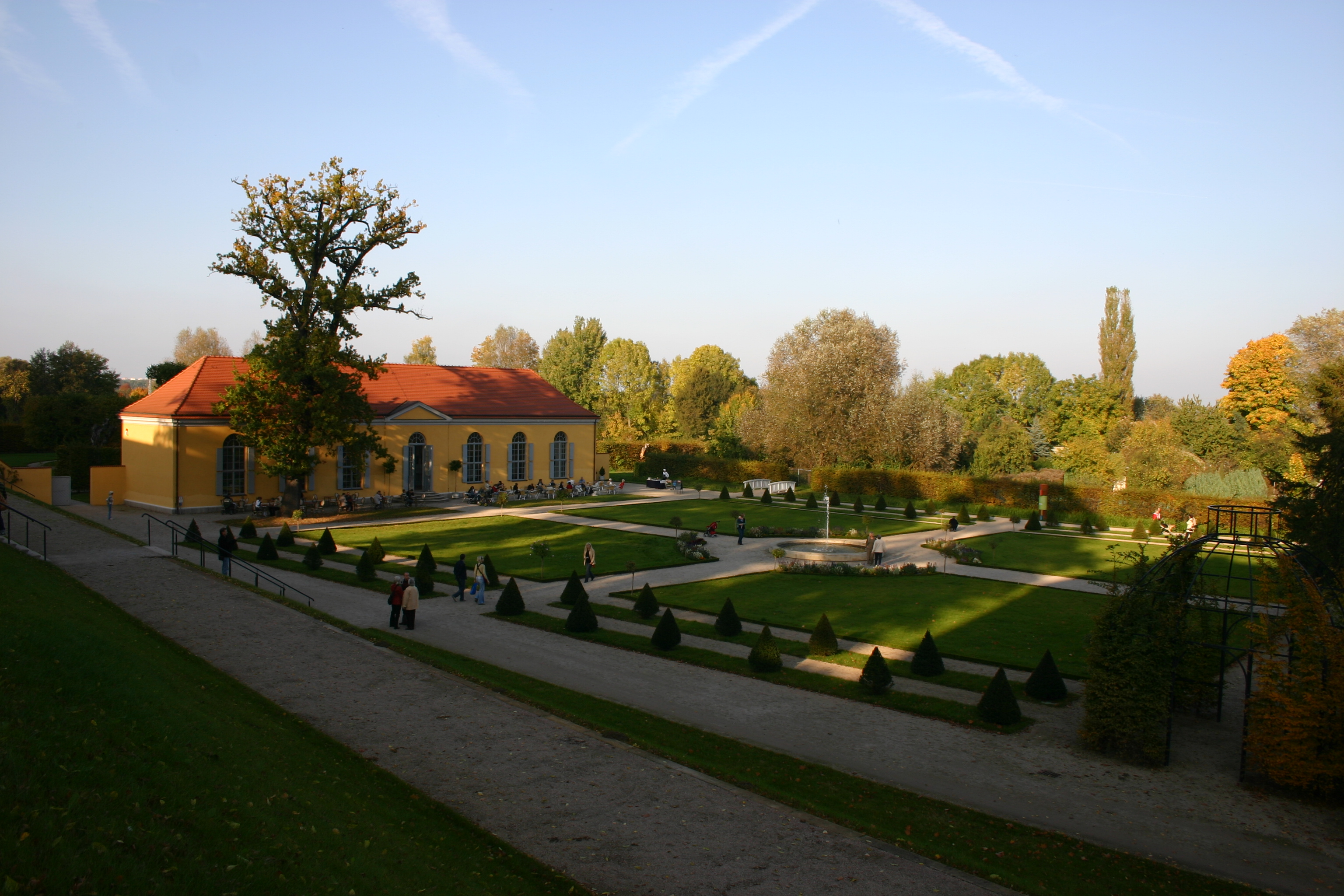
Klosterträdgården

Klostret Neuzelle grundades 1268 av Henrik den upplyste av Meissen, som dotterkloster till cistercienserklostret Altzella i Sachsen, och klostret döptes också efter detta.  Neuzelle överlevde som enda katolska kloster i Niederlausitz reformationen under 1500-talet, trots att klostrets underlydande bönder blev lutheraner.  Efter att ha skadats svårt under trettioåriga kriget byggdes klostret om i barockstil under mitten av 1600-talet, och klosterkyrkan är den största barocka kyrkobyggnaden i Niederlausitz.   
Klostret var i bruk fram till 1817, då det efter beslut av Preussens regering sekulariserades.  Klosterkyrkan, Mariakyrkan, förblev kyrka för orten Neuzelles katolska församling. Klostret förvaltades som en evangelisk stiftelse fram till 1955, då det upplöstes av DDR och förstatligades.  Sedan 1996 förvaltas klostret åter av en statlig stiftelse.
Klostrets bryggeri, Klosterbrauerei Neuzelle, grundades 1589 och är sedan 1992 privatiserat.